# Ночка (железнодорожная станция, Пензенская область)
 Ночка  — железнодорожная станция в Никольском районе Пензенской области. Административный центр Ночкинского сельсовета.

## География
Находится в северо-восточной части Пензенской области на расстоянии приблизительно 18 км на север по прямой от районного центра города Никольск у железнодорожной линии Рузаевка-Инза.

## История
Основана в 1898 году, названа по близлежащей деревне. В 1955 году имелся колхоз имени Маленкова. В 2004 году отмечены 247 хозяйств.

## Население
Численность населения: в  251 человек (1926 год), 363 (1930), 752 (1959), 739 (1970), 661 (1979), 633 (1989), 597 (1996). Население составляло 567 человек (русские 96%) в 2002 году, 526 в 2010.